# جزایر آنتیپودیز
جزایر آنتیپودیز (به لاتین: Antipodes Islands) یک مجمع‌الجزایر در نیوزیلند است. جزایر آنتیپودیز ۰ نفر جمعیت دارد و ۳۶۶ متر بالاتر از سطح دریا واقع شده‌است.